# Maleis stekelvarken
Het Maleis stekelvarken (Hystrix brachyura)  is een zoogdier uit de familie van de stekelvarkens van de Oude Wereld (Hystricidae). De wetenschappelijke naam van de soort werd in 1758 gepubliceerd door Carl Linnaeus.

## Voorkomen
De soort komt voor in Nepal, Sikkim en Assam (India), centraal en zuidelijk China, Myanmar, Thailand, Indochina, Maleisië, Sumatra, Borneo en Singapore.